# Blanca Sánchez
Blanca Aurora Sánchez de la Fuente (Ciudad de México, 2 de marzo de 1946-Ciudad de México, 7 de enero de 2010), conocida como Blanca Sánchez, fue una actriz mexicana, recordada por sus participaciones en películas, como Los tres mosqueteros de Dios (1967), Tu camino y el mío (1973) y El karateca azteca (1976).

## Biografía
Hija de Luis Sánchez Silva, compositor, y Ofelia de la Fuente, actriz de radio. Hermana del también actor Sergio Sánchez, ya fallecido.

## Carrera

### Inicios
Inicia su carrera artística a la edad de nueve años en la radionovela Conflicto al lado de su madre, a la cual siguieron muchas otras como La familia Quiñones y La muerte está en casa. En 1957 debuta en televisión en el teleteatro Noches de angustia al lado de Ignacio López Tarso y Silvia Derbez. De su debut en televisión, Sánchez recordó: «Ese teleteatro fue en vivo, todavía no había videotape. Era como una versión de Jane Eyre adaptada a la actualidad de aquella época. Yo estaba muy tranquila y mi mamá nerviosísima. Todo estaba perfecto, el aparato, la ropa, los ensayos. A la hora del programa había una escena donde Silvia Derbez me leía un cuento -yo era todavía una niña- y mientras me leía el cuento descubrí la cámara, que no había antes visto para nada. Me quedé viendo a la cámara fascinada. Al acabar el programa llegó Miko Villa, el director, y me dijo: "Todo estuvo muy bien, pero pajareaste durante la escena de la lectura del cuento". Y yo pues sí, es que descubrí al monstruo ese que era la cámara y me distraje.»
Su carrera comenzó a los 11 años de edad, con la telenovela Noches de angustia y en el cine al año siguiente en Yo, el mujeriego al lado de Antonio Aguilar.

### Telenovelas
La primera telenovela en que participó Sánchez fue La casa del odio, también en vivo, con Carmen Montejo, Eduardo Fajardo y Patricia Morán, dirigida por Ernesto Alonso. Su primera telenovela grabada fue Mi secreto. A partir de entonces participa en un gran número de telenovelas, entre las que se encuentran las clásicas Los miserables, Los bandidos del río frío y Teresa Raquin producidas por el Canal 13, y las históricas, La tormenta, La Constitución y Senda de gloria. Sánchez contó sobre su experiencia en La Constitución al lado de María Félix: «Mi personaje aparecía mucho con María. Yo tenía una buena relación con ella, a pesar de que ella no hablaba con las mujeres, sólo platicaba con los hombres. Pero como yo era muy amiga de Enrique, entonces me concedía el honor de platicar conmigo y me daba consejos. Me acuerdo que en esa época me iba yo a casar, y me decía: "¿Te vas a casar?, "Pues sí señora, ya me caso". "¿Y ya lo pensaste bien?" "Si señora, ya lo pensé". "Un error, un error". Se portó muy linda conmigo. Mi personaje era el de una muchacha muy morena, que era discriminada por su color y el personaje de María la protegía.»
La telenovela más importante en la carrera de Sánchez, y también su favorita, fue J.J. Juez, en la que ella tenía el estelar protagónico. También trabajó en un sinnúmero de teleteatros para el canal 13, como Canción de Navidad, La dama del alba, El gesticulador y Rosalba y los llaveros entre otros, y más tarde para Televisa, La heredera y Una mujer sin importancia, esta última de Oscar Wilde.

### Obras de teatro
En teatro, Sánchez debutó en 1963 en la obra Muchacha de campo de Clifford Odets, dirigida por Dimitrio Sarrás, que después fue su maestro. Otra de sus primeras obras fue La vidente en donde alternó con Dolores del Río. De esta obra, Sánchez recordó la siguiente anécdota: «Lolita era una señora adorable, muy querida por todo el mundo. Cuando ya estábamos para estrenar, me dijo, referente a mi color de pelo, que es castaño claro cenizo, casi verdoso en ese entonces: "Por que no te aclaras tu color de pelo, te vas a ver más linda". Yo pensé que no tenía caso, pero yo muy desciplinada, la obedecí y me aclaré el pelo. La noche del estreno salgo al escenario y veo a Lolita con mi color de pelo. Me hizo aclarármelo para ponérselo ella. Fue una obra muy bien montada, y Lolita nos trató muy bien a todos. Hacía yo un personaje pequeño, el de una periodista. Estaban en el reparto también Jacqueline Andere, Fernando Luján y Magda Donato.»
En 1964, Sánchez es dirigida por el maestro Julio Bracho en la obra Una noche con Casanova en donde alternó con actores de la talla de José Gálvez, Magda Guzmán y Andrea Palma. Más tarde Sánchez obtiene varios premios por su labor en teatro. Entre ellos está el Heraldo a la mejor actriz de teatro en 1969 y 1976 por Los asesinos ciegos y El pájaro azul respectivamente, ambas dirigidas por Julio Castillo. De Los asesinos ciegos, Sánchez recordó:
«Los asesinos ciegos fue una obra de Héctor Mendoza, bastante mediana, por cierto, pero de la que Julio Castillo hizo una puesta en escena fantástica. Originalmente estábamos en el reparto Irma Lozano y yo. Sólo que Irma se embarazó y salió de la obra. Entonces yo pasé a hacer el papel de Irma y llamaron a Susana Alexander para el que iba a hacer yo. El ser dirigida por Julio Castillo para mí fue un parteaguas en mi carrera, porque fue como conocer otra forma de hacer teatro, totalmente diferente. Julio era un tipo muy talentoso, no muy culto, pero muy talentoso, por lo mismo no tenía los límites que la cultura te pone. Fue una experiencia muy enriquecedora trabajar con él.»
En 1976 la Asociación Mexicana de Críticos de Teatro la distingue con el premio a la mejor actriz de teatro por la obra Aquelarre, dirigida por Nancy Cárdenas y en donde actuó al lado de Susana Alexander. Sánchez recordó sobre esta obra:
«Aquelarre fue una producción de Susana y mía, éramos muy amigas. Ahora nos hemos distanciado un poco ella y yo por cosas de la vida, pero yo la quiero mucho. Los derechos de la obra los tenía la mamá de Susana, Brígida Alexander. El papel que hacía Brígida lo alternaba con mi mamá, Ofelia de la Fuente, fue algo muy bonito que estuvieran las mamás de ambas. Las temporadas que hacía mi mamá eran más tranquilas; las de Brígida eran un relajo, discutían ellas mucho, se peleaban. La pasamos muy bien. Luego nos fuimos de gira. También estaba el que era mi marido entonces, Roberto Los, el papá de mi hija. Fue una obra muy exitosa, tanto en México como en provincia. En Tijuana revelamos las 300 representaciones.»
Posteriormente, Sánchez fue dirigida por Alejandro Jodorowsky en la obra de August Strindberg titulada El ensueño, en donde alternaba con José Alonso y en la que hacían catorce personajes cada uno. De esta obra Sánchez dijo: «Jodorowsky se fue y nos dejó la obra para que nos la aprendiéramos y nos dijo "Se la aprenden y entonces la montamos". Aprenderse una obra sin montaje es muy difícil y peor una obra en la que hay que memorizarse catorce personajes. Después regresó y la montó muy rápido. Es una obra muy bonita pero no tuvimos mucho éxito, creo que no alcanzamos ni las cien representaciones.»

### Cine
En cine, el momento más prolífico de su carrera fue en los años 60. Su debut cinamatográfico lo marca la cinta Yo, el mujeriego, al lado de Antonio Aguilar, a la que siguieron Los mediocres y Canta mi corazón. Su primer estelar fue en la cinta Los novios de mis hijas (Rafael Baledón, 1964) con Amparo Rivelles, Julio Alemán, Maricruz Olivier y Julissa. A esta siguieron otros papeles importantes como Matar es fácil (Sergio Véjar, 1966) y La mentira (Emilio Gómez Muriel, 1970). La han dirigido cineastas tan prestigiados como Julio Bracho (En busca de un muro, 1973) Arturo Ripstein (Tiempo de morir, 1965), y Jaime Humberto Hermosillo (María de mi corazón, 1979).
Sánchez estuvo a punto de hacer una película dirigida por Emilio "Indio" Fernández. En mayo de 1976, Fernández fue a dar a la cárcel por haber matado en defensa propia a un joven ebrio que disparó en contra de él y un grupo de amigos. Estando en la cárcel, Fernández vio la telenovela Mi hermana la Nena, en la cual aparecía Sánchez y decidió que tenía que conocerla, pues le parecía una actriz con mucho ángel y mucho talento. Cuando salió libre, Fernández llamó a Sánchez a su casa y le ofreció protagonizar la película que estaba preparando, México Norte, que era una nueva versión de su exitosa Pueblerina. Sánchez tuvo varias entrevistas con Fernández; incluso compraron vestuario y una peluca para que ella usara en la película. Sin embargo, Conacine puso como condición a Fernández para financiar la filmación que llevara como protagonista a Patricia Reyes Spíndola, por lo que Sánchez quedó fuera del proyecto.
En los años posteriores, Sánchez ha tenido participaciones tanto estelares Contigo en la distancia, un corto dirigido por Tomás Gutiérrez Alea, basado en un guion de un taller de Gabriel García Márquez- como también de soporte -Las delicias del matrimonio (Julián Pastor, 1965), Piedras verdes (Ángel Flores Torres, 2001) y Piel de víbora (Marcela Fernández Violante, 2002).
En 2009, se estrena su película más reciente, titulada Enemigos íntimos, de Fernando Sariñana, interpretando a una mujer madura que no acepta el paso de los años. También hizo un rol como la coprotagonista en Los simuladores en el capítulo Amor de madre interpretando a una mujer madura a quien no le gusta gastar.

### Cargos en la ANDA
De 2004 a 2006, Sánchez ocupó el puesto de Secretaria del Tesoro de la Asociación Nacional de Actores. Ocupó el cargo de Presidenta de la Comisión de Honor y Justicia de la ANDA hasta su fallecimiento el 7 de enero de 2010.

## Vida familiar
Blanca Sánchez estuvo casada con Roberto Schlosser, padre de su hija Valerie y posteriormente con el empresario Garret J. Woodside II, hermano de Maxine Woodside periodista de espectáculos y con el corredor de autos de Fórmula 3, el libanés José Antonio Massad.

## Fallecimiento
Sánchez falleció en la madrugada del 7 de enero de 2010, a consecuencia de una inesperada y severa disminución de los niveles de plaquetas, la cual tomó por sorpresa a los médicos y a sus familiares. La salud de la actriz había comenzado a deteriorarse a fines de 2009 y desde el 3 de diciembre estaba internada en el Hospital Santalena de la capital mexicana, por serios problemas renales. A pesar de su estado, sus familiares mantenían las esperanzas de que saliera adelante, especialmente la semana anterior a su muerte, cuando fue removida de la UCI y enviada a una habitación común del hospital. Hacia nueve años que la actriz había recibido un trasplante de riñón, y solo fue hasta hace unos meses antes cuando comenzó a verse afectada por complicaciones renales.

## Reconocimientos
En 1981 Sánchez obtuvo el premio a la mejor actriz de comedia por El año próximo a la misma hora, obra dirigida por Rogelio Guerra, quien también actuaba; en 1985 el premio a la mejor tiple por Dos tandas por un boleto, otorgado por la Unión de Críticos de Teatro; en 1998 a la mejor coactuación femenina por Tres mujeres altas con Carmen Montejo.

## Filmografía

### Series
- Televiteatros (1993)
- Los simuladores (2009) - Capítulo: «Amor de Madre» (Señora Santoyo)
- Mujeres asesinas (2009) - Capítulo: «Clara, fantasiosa» (Mamá de Clara)

### Cine
- 1964 - Los novios de mis hijas - Rosa.
- 1964 - La sombra de los hijos.
- 1965 - Tiempo de morir - Sonia.
- 1965 - El día comenzó ayer.
- 1965 - Las delicias del matrimonio.
- 1965 - Canta mi corazón - Malisa.
- 1966 - Arañas infernales.
- 1966 - El falso heredero.
- 1966 - Los jinetes de la bruja.
- 1966 - Los mediocres - segmento "El Alacrán".
- 1966 - Matar es fácil.
- 1967 - Los tres mosqueteros de Dios.
- 1967 - Los perversos (a go go) - Lorene.
- 1968 - Prohibido.
- 1968 - Cuatro contra el crimen.
- 1969 - Juan el desalmado.
- 1969 - Cuando los hijos se van.
- 1970 - Los amores de Chucho el Roto - Matilde de Frizac.
- 1970 - El inolvidable Chucho el Roto - Matilde de Frizac.
- 1970 - Mamá Dolores.
- 1970 - La vida de Chucho el Roto - Matilde de Frizac.
- 1970 - Yo soy Chucho el Roto - Matilde de Frizac.
- 1970 - Ha entrado una mujer.
- 1970 - La mentira - Virginia Castelo Blanco.
- 1971 - Cuatro Evas para un Adán - Julieta.
- 1971 - El juicio de los hijos - Leticia.
- 1973 - Adiós, New York, adiós - Rebeca.
- 1973 - La montaña sagrada - La mujer espejo.
- 1973 - En busca de un muro - Hermana de Orozco.
- 1973 - Tu camino y el mío.
- 1974 - El karateca azteca.
- 1978 - Te quiero.
- 1979 - María de mi corazón.
- 1979 - El amor de mi vida.
- 1980 - Pepi, Luci, Bom y otras chicas del montón.
- 1989 - Lugar en el sol - Raquel.
- 1990 - Y tú.. quién eres?.
- 1991 - Con el amor no se juega - Ofelia.
- 2001 - Piedras verdes.
- 2002 - Piel de víbora.
- 2008 - Enemigos íntimos.
- 2009 - No eres tú, soy yo - Estela.

### Telenovelas
- Marcela (1962)
- Lo imperdonable (1963) .... Cristina
- Madres egoístas (1963)
- Siempre tuya (1964) .... Teddy
- La calle en que vivimos (1965)
- Vértigo (1966)
- La Duquesa (1966) .... Diana
- Sonata de otoño (1967) .... Martha
- La tormenta (1967) .... Ángela
- Lo prohibido (1967)
- Chucho el Roto (1968) .... Matilde de Frizac
- Leyendas de México (1968) .... Mariana de la Luna
- Águeda (1968) .... Eva
- El retrato de Dorian Gray (1969) .... Verónica
- Rafael (1970)
- El precio de un hombre (1970)
- Velo de novia (1971) .... Irene
- La maestra (1971)
- Aquí está Felipe Reyes (1972) .... María
- Muñeca (1973) .... Laura
- Los miserables (1973-1974) .... Fantine
- Extraño en su pueblo (1973-1974) .... Vanessa
- Los bandidos del río frío (1976)
- Mi hermana la nena (1976-1977) .... Regina
- Teresa Raquin (1977)
- Marcha nupcial (1977-1978) .... Imelda
- María José (1978-1979) .... Nadia
- Mi amor frente al pasado (1979)
- J.J. Juez (1979-1980) .... Julia Jiménez
- Vivir enamorada (1982) .... Miriam
- Eclipse (1984) .... Alicia
- Senda de gloria (1987) .... Fernanda Álvarez
- Quinceañera (1987-1988) .... Ana María Contreras de Villanueva
- Luz y sombra (1989) .... Aurora Linares de Guerra
- La fuerza del amor (1990-1991)  ... Irene
- La sonrisa del diablo (1992) .... Martha Esparza
- Las secretas intenciones (1992) .... Carolina Arteaga de Curiel
- Buscando el paraíso (1993-1994) .... Gabriela
- La sombra del otro (1996) .... Dorita Villavicencio de Madrigal
- El secreto de Alejandra (1997-1998) .... Rosalía
- Rencor apasionado (1998) .... Elena Del Campo Vda. de Gallardo
- Primer amor a mil X hora (2000-2001) .... Andrea Camargo de Ventura
- Navidad sin fin (2001-2002) .... Matilde
- Las vías del amor (2002-2003) .... Artemisa Barragán Vda. de Quezada
- Corazones al límite (2004) .... Martha
- Lola, érase una vez (2007-2008) .... Nilda Lobo de Santodomingo
- Fuego en la sangre (2008) .... Aida de Acevedo [3]

## Teatro
- La vidente (1963)
- Muchacha de campo (1963)
- Una noche con Casanova (1964)
- Los asesinos ciegos (1969)
- El ensueño (1972)
- Aquelarre (1976)
- El pájaro azul (1976)
- El próximo año a la misma hora (1981)
- Dos tandas por un boleto (1985)
- Tres mujeres altas (1998)
- Como envejecer con gracia (2007)

## Premios y nominaciones

### Premios TVyNovelas
| Año  | Categoría            | Telenovela            | Resultado |
| ---- | -------------------- | --------------------- | --------- |
| 1988 | Mejor primera actriz | Senda de gloria       | Nominada  |
| 1993 | Mejor primera actriz | La sonrisa del diablo | Nominada  |